# Diaspora maghrébine au Québec
La diaspora maghrébine au Québec est l'ensemble des individus d'une origine nationale maghrébine (algérienne, marocaine, tunisienne) et qui sont membres de la société québécoise.

## Histoire
Dans les années 1950 jusqu'aux années 1970, l'immigration maghrébine au Québec a principalement composée de personnes juives séfarades algériennes et marocaines et de Pied-Noirs catholiques d'Algérie. Quant à l'immigration maghrébine musulmane au Québec, elle ne commencera que durant les années 1970. À cette époque, on recense que 3 000 immigrants maghrébins. Cette première cohorte migratoire est composée principalement d'hommes ayant immigré seul, d'étudiants tunisiens et marocains et de travailleurs.
L'immigration maghrébine s'intensifie notablement dans les années 1990. En 2006, le pourcentage d'immigrants marocains qui sont arrivés entre 1976 et 1985 est de seulement 8%, tandis qu'entre 1986 et 1995 et qu'entre 1996 et 2001 ce chiffre est de 20 % pour chaque période. Quant à l'immigration algérienne en 2006, seulement 6 % des immigrants algériens sont venus au Québec avant 1991, alors que 40 % d'entre eux sont arrivés de 1991 à 2000. En ce qui concerne les Tunisiens, la majorité d'entre eux se sont établis au Québec entre 2001 et 2006 (55 %).
En ce qui a trait à l'immigration d'Algérie, il eut deux vagues migratoires algériennes vers l'Amérique du Nord. La première se composait d'étudiants qui restés dans leur pays d'accueil pour devenir ingénieurs et professeurs d'université. La seconde vague a été causée par la récession des années 1980 et par la décennie noire. Cette vague s'est moins bien intégrée à l'économie que la première.
À ce sujet, l'immigration tunisienne a été historiquement économique et politique. En premier lieu, elle a été initiée par des immigrants universitaires et une élite récipiendaire de bourses étudiantes venant de l'État tunisien. En second lieu, beaucoup de Tunisiens ont dû trouver refuge au Canada à la suite de l'instauration du régime de Zine el-Abidine Ben Ali en 1987.

### Commission Bouchard-Taylor
En raison de la commission Bouchard-Taylor et des polémiques autour des accommodements raisonnables, le discours raciste et haineux à l'encontre des personnes issues de l'immigration maghrébine était libéré. D'un côté, ces événements vont pousser une partie des musulmans maghrébins d'expression française de prendre la parole publiquement, de se positionner sur cet enjeu social, de s'engager, de s'organiser et de s'impliquer dans le débat public. D'ailleurs, une intellectuelle d'origine maghrébine, Rachida Azdouz, était membre du comité d'experts de la Commission Bouchard-Taylor. D'un autre côté, d'autres seront démotivés et verront ces éléments comme preuve d'une société discriminatoire et exclusive où l'insertion dans la société est impossible.

### Charte des valeurs québécoises
Pendant neuf mois de débats sur la Charte, l'ensemble de la société québécoise de tous âges et de tous milieux a été demandé à se positionner sur la visibilité religieuse. Sur les médias sociaux, dans les médias et lors des audiences de l'Assemblée nationale, une panoplie de propos racistes incitant à la peur a été proférée empirant la perception générale des communautés maghrébines au Québec. Celles-ci ont réagi de différentes façons. Les femmes maghrébines ont dénoncé l’instrumentalisation qu'on faisait du féminisme. Les nouveaux arrivants ont perçu ce genre de discours comme un message d'exclusion et un appel au repli de soi. Les souverainistes d'origine maghrébins se sont sentis trahis par le mouvement nationaliste et n'ont plus de confiance envers celui-ci. La jeunesse musulmane québécoise ne s'identifiait plus avec une société qui pouvait empirer l'employabilité de leurs mères dans un marché de l'emploi où la discrimination religieuse est fréquente. En somme, cette controverse a contribué au sentiment d'exclusion et à la dégradation de la cohésion sociale.

## Démographie
Le Ministère de l'Immigration, de la Diversité et de l’Inclusion a dénombré près 134 900 personnes maghrébines au Québec en 2011.
En raison de leur immigration relativement récente, 69,9 % de la communauté maghrébine au Québec est de première génération. L'immigration maghrébine constitue plus de 21 % de l'immigration admise au Québec, rendant la région du Maghreb une principale source d'immigration vers le Québec devançant l'Europe de l'Ouest et les Caraïbes en 2013
Cette immigration est constituée largement de travailleurs qualifiés et temporaires, d'étudiants étrangers et plus récemment de travailleurs temporaires. 10% des étudiants étrangers au Québec étaient maghrébins. D'ailleurs, 4,7% des étudiants étrangers au Québec sont nés au Maroc, plaçant le Maroc devant l'Inde et juste derrière la Chine.
En ce qui a trait à la citoyenneté, la majorité de la diaspora des trois pays maghrébins sont des citoyens canadiens (68,69 %) et environ 46,19 % d'entre eux étaient des citoyens  binationaux.

## Répartition géographique
La diaspora maghrébine se concentre principalement dans la communauté métropolitaine de Montréal à 90,1 %.

### Laval
Laval est une des destinations de la migration interrégionale de la population maghrébine de Montréal en raison de l'accès plus facile à la propriété immobilière, à sa proximité avec Montréal, des grands espaces et à sa meilleure qualité de vie. 

### Montréal
Sur l'île de Montréal, on remarque que cette diaspora se situe plus proche du Montréal francophone que du Montréal anglophone. Entre 2001 et 2006, l'immigration maghrébine à Montréal résidait principalement dans les arrondissements de Côte-des-Neiges–Notre-Dame-de-Grâce, d'Ahuntsic-Cartierville, de Villeray–Saint-Michel–Parc-Extension, de Saint-Léonard, de Saint-Laurent et de Rosemont–La Petite-Patrie. La communauté maghrébine de Montréal a tendance à vivre dans trois zones socioéconomiques et sociodémographiques de la région métropolitaine de Montréal,,:
- les quartiers populaires majoritairement franco-québécois sans grande tradition d'accueil de l'immigration;
- les quartiers péricentraux à revenus modestes ayant une longue tradition d'accueil et d'établissement d'immigrants;
- les zones centrales d'accueil et de transition multiculturelles avec une forte population estudiantine.

#### Petit Maghreb
Le Petit Maghreb est située dans le quartier de Saint-Michel, un quartier francophone densément peuplé, avec une forte population de familles monoparentales et défavorisé économiquement et socialement
Les principaux commerces de cet espace urbain sont les boucheries de viande halal, les pâtisseries et les cafés. Ces lieux permettent de créer un sentiment d'affection familiale et renforcer la nostalgie et le sentiment d'appartenance à d'autres nations ou villes de la diaspora maghrébine

## Enjeux sociaux

### Stéréotypisation
La population maghrébine québécoise est perçue par la société comme un groupe unireligieux homogène musulman et l'identité maghrébine et la confession sont souvent confondues. En d'autres mots, l'Autre musulman au Québec est le maghrébin francophone.
Les Maghrébins du Québec subissent les retombées de toute couverture médiatique suivant un attentat impliquant un musulman. Ils se sentent pointés du doigt et certains ressentent le besoin de se désolidariser ou de ne pas la faire à tout prix.
Les conséquences de toutes ces polémiques et cette attention médiatique autour de la religion sur les Maghrébins ont été, entre autres, la libération de la parole haineuse et de la violence physique. Par exemple, des femmes voilées se sont fait retirer leur foulard sur la place publique. La prolifération des microagressions comme les insultes, les invitations à retourner dans un pays et les suspicions de terrorisme. En plus, de la diffusion de la peur qui mène au racisme ordinaire comme le non-recrutement d'une personne ayant un nom arabe ou d'une femme voilée.

### Taux de chômage
Le taux de chômage des personnes maghrébines est environ le triple de la moyenne québécoise. En 2006, le taux de chômage des immigrants maghrébins est trois fois supérieur de celui des personnes nées au Canada.

## Associations communautaires
Selon le registraire des entreprises du Québec, 26 % des associations communautaires maghrébines travaillent dans le domaine socioculturel. Dans le but de contre le fort taux de chômage, les regroupements professionnels maghrébins, qui composent 13% des organismes communautaires maghrébins, met en réseau les demandeurs d'emploi et les entreprises et endossent le rôle de relais. Il est aussi important de mentionner que les organisations d'aide à l'immigration et de promotion de la citoyenneté constituent 15% du monde associatif maghrébin.
La première association englobant tout le Maghreb daterait de 1995. Cet organisme servait principalement les vétérans de guerre du Maghreb. En 2009, est fondé le Congrès maghrébin au Québec, un organisme communautaire œuvrant dans le domaine politique, socioculturel et professionnel, qui se veut défenseur des droits des Maghrébins et porte-voix des enjeux sociaux affectant la diaspora maghrébine. Il a été fortement présent lors des débats sur le fait musulman au Québec, la Charte des valeurs québécoises et la Commission Bouchard-Taylor. De plus, cet organisme a été le principal interlocuteur autour des questions l'employabilité, de l'intégration économique et du chômage qui a rassemblé les personnes maghrébines faisant face à des problèmes similaires.
Il existe six caractéristiques majeures de la vie associative et communautaire maghrébine. La première, c'est qu'elle se fonde principalement sur les identités nationales respectives de ces membres. La deuxième, c'est la maghrébinisation graduelle de ces organismes pour mieux faire face aux défis communs à la diaspora. Ainsi, l'organisation adopte une identité maghrébine supranationale unissant les trois pays maghrébins principaux. Cette identification ne fait pas l'unanimité: des membres persistent encore de penser en termes de frontières nationales. Le troisième aspect des organisations associatives de la diaspora maghrébine est la reproduction ou l'importations dissensions politiques et de fractures sociales propres aux pays d'origine de ces membres. Par exemple, des tensions se sont créés chez la communauté algéro-québécoise au sujet des opinions politiques vis-à-vis la violence générale. La communauté tuniso-montréalaise s'est polarisée en laïcs contre islamistes lors du printemps arabe. La diaspora marocaine s'est longtemps divisé entre critiques et supporteurs de l'État marocain par rapport à ces décisions dans ses conflits frontaliers avec le Sahara occidental et la Mauritanie. La quatrième caractéristique des associations maghrébines, c'est qu'elle comble les besoins de sociabilité des immigrés maghrébins. La cinquième caractéristique, c'est qu'elle s'est ancrée solidement au Québec. Et enfin, la dernière caractéristique de la vie communautaire maghrébine au Québec est de la distanciation de celle-ci aux techniques d'instrumentalisation et de fragmentation politique ou religieuse du pays d'accueil et du pays d'origine, c'est-à-dire aux stratégies de « diviser pour mieux régner ». Par exemple, plusieurs organisations ne se souscrivent pas à la notion d'une dichotomie « Arabes contre Juifs ».

### Conséquences des débats sur la visibilité religieuse
La première conséquence des débats publiques sur la vie communautaire maghrébine a été la création et la dissolution de nombreuses associations qui ont souvent pris la parole dans les médias ou dans une commission. Le deuxième effet de ces controverses a été la genèse d'une solidarité horizontale, d'alliances temporaires et de ponts avec des organisations défendant d'autres causes telles que les organisations féministes québécoises, LGBTQI, musulmanes, noires, etc. La troisième répercussion de ces débats publics a été la fragmentation de la communauté maghrébine malgré l'opposition majoritaire à l'interdiction de port de signes religieux. Ainsi, les médias québécois ont utilisé des femmes maghrébines pour exposer au grand jour la division interne qui existe au sein de la diaspora maghrébine. Soit entre les personnes antireligieuses, anti-islamistes, parfois considérées comme islamophobes et les personnes défendant la liberté de choix et de religion. Ces dissensions intracommunautaires importées du Maghreb sont ensuite exploités par la classe politique où on met en l'avant l'origine ethnique d'une personnalité et son opinion antireligieuse. Ces actions ont pour conséquence de détourner l'attention des enjeux sociaux qui touchent la diaspora maghrébine.

## Médias

### Presse
Les journaux communautaires maghrébins sont présents au Québec depuis les années 1990: Alfa, Atlas.Mtl, Maghreb-Canada Express et Maghreb-Observateur.

### Radio
Taxi Maghreb est une émission radiophonique animée par Lamine Foura.

### Vidéographie
- Épisode Le Maghreb, onzième épisode de la série Histoires d'immigrations, d'une durée de 57 min 01 s. Diffusé pour la première fois le 13 mars 2015 sur la chaîne UQAM.tv. Visionner l'épisode en ligne